# Presa di Savannah
La presa di Savannah o prima battaglia di Savannah fu un episodio del teatro meridionale della guerra d'indipendenza americana svoltosi il 29 dicembre 1778.
Il comandante in capo delle truppe britanniche in America del Nord, generale Henry Clinton, inviò via mare da New York una forza di 3 100 uomini agli ordini del tenente colonnello Archibald Campbell a catturare Savannah, città e porto principale della colonia della Georgia, primo passo della campagna per riportare sotto il controllo del Regno di Gran Bretagna le più meridionali delle Tredici colonie ribellatesi; Savannah era difesa da un miscuglio di regolari dell'Esercito continentale americano e di miliziani locali agli ordini del maggior generale Robert Howe.
Grazie all'aiuto dei lealisti locali, Campbell prese terra incontrastato, aggirò le deboli difese degli americani e fece prigioniera la gran parte dell'armata di Howe, mettendone in rotta i resti in direzione della Carolina del Sud; nei giorni seguenti i britannici estesero le loro conquiste a gran parte della Georgia. La guarnigione britannica di Savannah resistette poi a un tentativo di riconquista da parte degli americani nel 1779, e la città rimase in mano della Gran Bretagna fino al termine delle ostilità.

## Antefatti

### Preparativi britannici
Nel marzo 1778, dopo la sconfitta patita dalle forze britanniche nella battaglia di Saratoga e la conseguente entrata in guerra del Regno di Francia come alleato dei ribelli americani, Lord George Germain, segretario di stato britannico per le colonie e principale responsabile politico della conduzione delle ostilità, scrisse al comandante in capo delle forze britanniche generale Henry Clinton che la riconquista delle colonie meridionali era «considerata dal re come un obiettivo di grande importanza nel prosieguo della guerra». Le istruzioni di Germain a Clinton, inframezzate da varie raccomandazioni, imposero al comandante in capo di abbandonare l'occupazione di Filadelfia e di intraprendere una serie di operazioni per riconquistare la Georgia, la Carolina del Sud e la Carolina del Nord, intraprendendo nel frattempo attacchi di diversione ai danni di Virginia e Maryland.
Tra il giugno e il luglio 1778 Clinton evacuò Filadelfia e riportò con successo le sue truppe a New York. In novembre, dopo aver appreso che la flotta francese giunta nelle acque americane aveva fatto rotta per Newport nel Rhode Island, Clinton diresse la sua attenzione verso il sud: il generale organizzò un corpo di spedizione forte di circa 3 000 uomini e inviò istruzioni alla guarnigione di St. Augustine, dove il comandante delle forze britanniche nella Florida orientale generale Augustine Prévost e l'agente indiano John Stuart stavano radunando ogni soldato disponibile nonché gli alleati nativi Creek e Cherokee per lanciare attacchi alla Georgia. Il piano di Clinton, proposto già dal lealista Thomas Brown nel 1776, prevedeva di iniziare occupando la capitale della Georgia, la città di Savannah.
Clinton diede il comando del distaccamento in partenza da New York al tenente colonnello Archibald Campbell; la forza annoverava due battaglioni del 71st Regiment of Foot, Fraser's Highlanders, i reggimenti von Wöllwarth e von Wissenbach di mercenari tedeschi "assiani", e quattro unità provinciali di lealisti americani: un battaglione dei New York Volunteers, due battaglioni della DeLancey's Brigade e un battaglione dei New Jersey Volunteers. Campbell salpò da New York il 26 novembre e arrivò al largo di Tybee Island, alla foce del fiume Savannah il 23 dicembre seguente.

### Le difese americane
La Georgia era difesa da due diverse e separate formazioni: alcune unità regolari dell'Esercito continentale agli ordini del generale Robert Howe, responsabile anche dell'intera difese delle più meridionali delle Tredici colonie, e le unità della milizia statale agli ordini del governatore della Georgia John Houstoun. La cooperazione tra Howe e le autorità statali locali era pessima, il che aveva portato al fallimento delle precedenti spedizioni organizzate a partire dalla Georgia contro la guarnigione britannica di St. Augustine. Questi fallimenti spinsero il Secondo congresso continentale a decidere, nel settembre 1778, di rimpiazzare Howe con il generale Benjamin Lincoln, fresco dei successi riportati nella recente campagna di Saratoga; ad ogni modo, Lincoln non si era ancora insediato quando ad Howe giunsero le prime notizie sulla spedizione britannica diretta in Georgia.
Nel corso del novembre 1778 le incursioni britanniche ai danni delle coste della Georgia divennero molto più minacciose agli occhi della popolazione locale, ma a dispetto dell'urgenza del momento il governatore Houstoun si rifiutò di cedere a Howe il comando diretto dei reparti della milizia statale. Il 18 novembre Howe lasciò Charleston in Carolina del Sud alla testa di 550 regolari continentali, arrivando a Savannah più tardi quello stesso mese; qui apprese, il 6 dicembre, che Campbell aveva lasciato New York alla testa di un'armata. Solo 24 dicembre, dopo che le prime notizie sull'arrivo dei britannici a Tybee Island erano giunte a Savannah, il governatore Houstoun decise di assegnare 100 uomini della milizia agli ordini di Howe.
Nel corso di un consiglio di guerra gli ufficiali americani decisero di tentare una vigorosa difesa di Savannah, nonostante il fatto di essere in grave inferiorità numerica rispetto ai britannici, sperando in ultimo che Lincoln sarebbe arrivato in aiuto con sostanziosi rinforzi. Davanti alla presenza di un gran numero di siti favorevoli a uno sbarco nemico, Howe dovette tenere il grosso della sua armata in riserva fintantoché i britannici non avessero preso terra.

## La battaglia

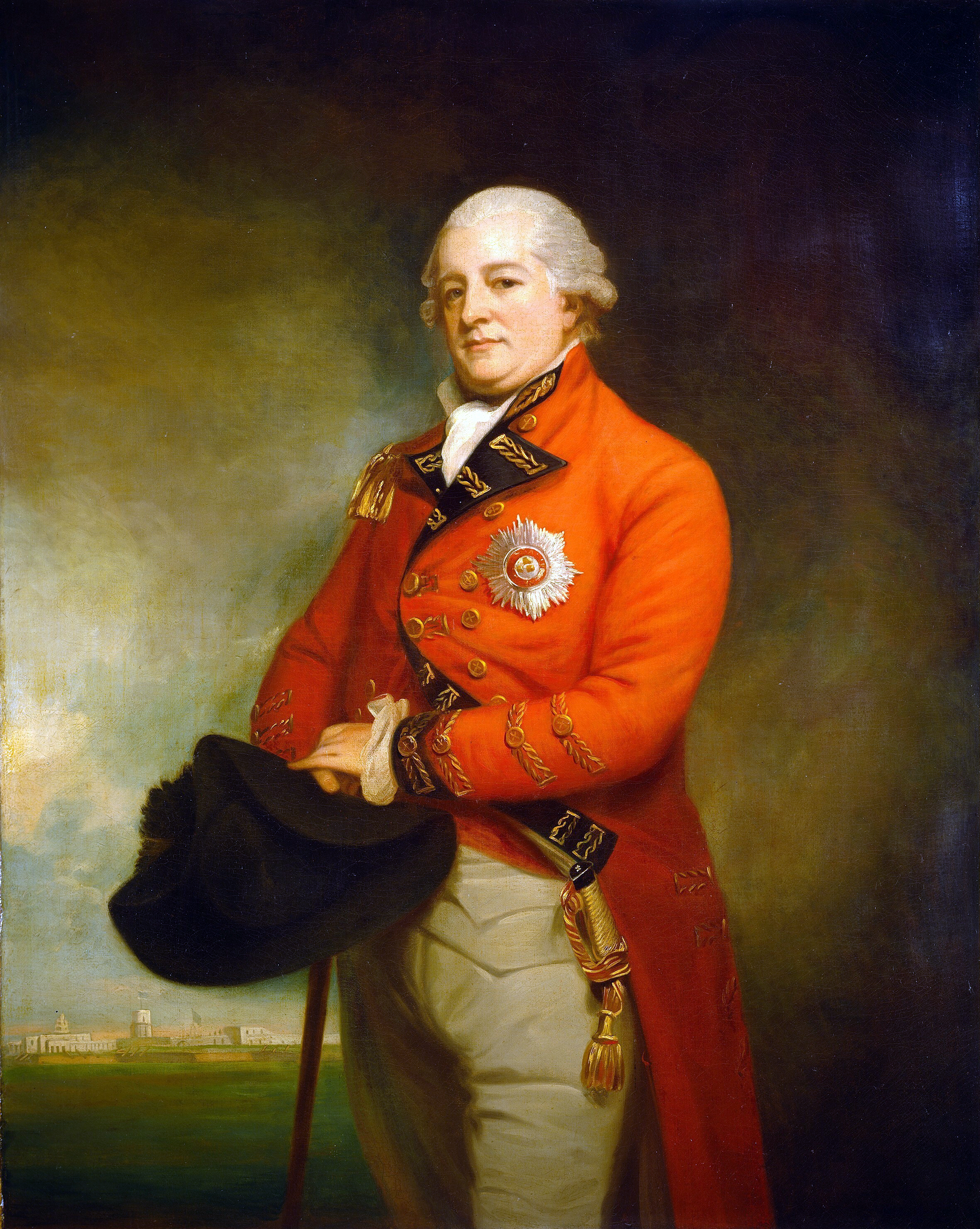
Archibald Campbell in un ritratto dell'epoca

Il luogo scelto da Campbell per lo sbarco fu la piantagione Girardeau, a più di tre chilometri a sud di Savannah. Quando Howe fu informato che lo sbarco britannico aveva avuto inizio il 29 dicembre 1778, il generale inviò subito una compagnia di continentali a occupare le scogliere che sovrastavano il sito dello sbarco; anche Campbell realizzò l'importanza di occupare le scogliere prima che il grosso delle sue forze fosse sbarcato, e distaccò due compagnie del 71st Regiment per prenderne possesso. I continentali aprirono il fuoco da circa 100 metri di distanza, ma i britannici risposero al tiro e poi si lanciarono in avanti a baionette inastate, impedendo agli americani di ricaricare e sparare una seconda salva. I continentali si ritirarono subito, dopo aver ucciso quattro britannici e ferito altri cinque al prezzo di nessuna perdita nei loro ranghi; entro mezzogiorno Campbell aveva completato lo sbarco della sua armata e stava avanzando cautamente in direzione di Savannah
Howe radunò un consiglio di guerra quella mattina, e fu scelto il terreno su cui dare battaglia al nemico. A circa mezzo chilometro a sud della città gli americani stabilirono una linea difensiva a forma di V, con le estremità protette da boschi e paludi; sulla sinistra Howe schierò i continentali della Georgia e la milizia locale sotto il comando del colonnello Samuel Elbert, mentre la destra era occupata dai continentali della Carolina del Sud e da altri miliziani agli ordini dei colonnelli Isaac Huger e William Thomson. La linea americana poteva contare sul supporto di quattro pezzi d'artiglieria, e unità di fanteria leggera proteggevano i fianchi; molte delle truppe di Howe, inclusi i continentali, aveva tuttavia scarsa se non nulla esperienza bellica.
Quando le compagnie d'avanguardia di Campbell avvistarono le truppe di Howe intorno alle 14:00, il corpo principale dei britannici fermò l'avanzata e il generale venne avanti per valutare la situazione; Campbell valutò le difese di Howe come essenzialmente solide, ma uno schiavo locale lo informò dell'esistenza di un sentiero attraverso le paludi sulla destra degli americani. Campbell ordinò quindi a sir James Baird di prendere 350 fanti leggeri e 250 lealisti di New York e di condurli, guidati dallo schiavo, attraverso il sentiero nella palude, mentre l'armata principale si andava schierando come se volesse lanciare un aggiramento della sinistra degli americano; le informazioni dello schiavo si rivelarono corrette, e attraverso il sentiero i britannici raggiunsero gli acquartieramenti alle spalle dei continentali, che erano stati lasciati indifesi. Non appena le forze di Baird furono in posizione, Campbell ordinò alle sue truppe di lanciare una carica.

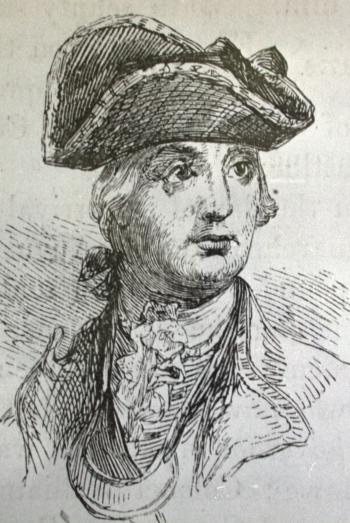
Stampa raffigurante il generale Robert Howe

Howe avvertì distintamente il rumore di fucileria proveniente dagli accampamenti alle sue spalle, ma tale suono fu ben presto sovrastato dal tiro d'artiglieria e dall'apparizione delle truppe anglo-tedesche sul suo fronte; Howe ordinò una ritirata, che però si tramutò ben presto in una rotta. Molti degli inesperti americani non spararono neppure un colpo, e gettate le armi tentarono di correre via attraverso il terreno paludoso; come riferì Campbell stesso, la ritirata degli americani «fu rapida oltre ogni immaginazione». La fanteria leggera britannica schierata alle spalle degli americani bloccò la strada per Augusta, l'unica via di fuga significativa, obbligando i soldati a fuggire in direzione della stessa Savannah; i soldati della Georgia schierati sulla destra tentarono di trovare scampo attraverso il fiume Musgrove Creek, ma non trovarono nessun punto di passaggio e molti degli uomini furono fatti prigionieri dai britannici. I soldati che non si arrendevano subito furono molto spesso presi a baionettate dai britannici. Il colonnello Hunger riuscì a formare una retroguardia per coprire in qualche modo la ritirata dei continentali; molti dei soldati di Howe riuscirono a fuggire da Savannah verso nord prima che i britannici riuscissero a chiudere il cerchio attorno alla città, ma altri dovettero tentare di fuggire a nuoto attraverso il fiume Yamacraw Creek: un numero sconosciuto di uomini annegò nel tentativo.

## Conseguenze
Campbell guadagnò il controllo di Savannah al prezzo di sette morti e 17 feriti tra le sue truppe, non includendo i caduti nelle schermaglie preliminari; i britannici presero 453 prigionieri, e le forze di Howe riportarono anche 83 morti e 11 feriti. La ritirata di Howe si arrestò solo a Purrysburg in Carolina del Sud, dove il generale riuscì a raccogliere 342 uomini, meno di metà della sua forza originaria; Howe ricevette gran parte del biasimo per il disastro, e fu esonerato dal comando dopo essere stato sottoposto al giudizio di una corte marziale.
Alla metà del gennaio 1779 il generale Prévost arrivò a Savannah dalla Florida; assunto il comando delle forze britanniche, poco dopo distaccò Campbell alla testa di 1 000 uomini per occupare Augusta. Campbell prese la città di fronte a una minima resistenza, ma forze americane sotto il generale Lincoln erano in arrivo dalla Carolina del Sud e i britannici evacuarono spontaneamente Augusta il 14 febbraio, il giorno stesso in cui una forza di lealisti della Georgia ebbe subito una sconfitta nella battaglia di Kettle Creek. Benché le unità americane che inseguivano i britannici in ritirata fossero cadute in un'imboscata e quindi sconfitte nel corso della battaglia di Brier Creek il 3 marzo, l'entroterra della Georgia rimase in mano ai rivoluzionari.
In mani britanniche, Savannah fu impiegata come base per condurre incursioni nelle regioni costiere della Carolina del Sud; verso la fine del 1779, un'armata congiunta franco-americana tentò di ricatturare la città, ma fu sconfitta subendo forti perdite. Il controllo della Georgia fu formalmente restituito dai britannici al precedente governatore di nomina regia, James Wright, nel luglio 1779, ma le regioni dell'entroterra non caddero in mani britanniche fino a dopo la conclusione dell'assedio di Charleston nel 1780. Savannah stessa rimase in mani britanniche fino a che non fu pacificamente evacuata dagli occupanti l'11 luglio 1782, a ostilità ormai terminate.